# Elisabeth Baulacre
Elisabeth Baulacre o Elizabeth Bolacre, nació el 15 de septiembre de 1613 en Ginebra y murió el 12 de septiembre de 1693 en la misma ciudad. Fue una de las primeras mujeres a dirigir una empresa industrial privada en Europa. En el siglo XVII poseía una de las más importantes sociedades genovesas, empresa que además fue la más grande de Ginebra entre 1680 y 1708.

## Biografía
La madre de Elizabeth era miembro de los Pellissari, una familia de fabricantes de seda en Ginebra. Se desposó con un Baulacre, perteneciente a una familia de protestantes franceses procedentes de Tours, quienes huyeron a Ginebra en la época de las Guerras de religión.
En 1637, Elisabeth Baulacre se casó con Pierre Perdriau (1613-1641), quién murió muy joven. Viuda a 28 años, en 1641, se volvió a casar, con lo que se convirtió en la esposa del síndico Jacob Andrion, después de haber desarrollado con su hijo Pierre, nacido en 1638, el negocio heredado de su primer marido. La empresa estaba especializada en la fabricación de hilos de oro y de plata utilizado en la pasamanería o mezclados con seda en el tejido de telas preciosas. Varios centenares de obreras trabajan para ella a domicilio, más de 1200 según el cronista Gregorio Leti, 900 según otras fuentes.
Elisabeth se encontraba al frente de la segunda fortuna de Ginebra, la cual invirtió en fincas urbanas de la ciudad y propiedades rurales en los alrededores. Por otra parte, se ganó la reputación de «hacer» la elección de los síndicos en los pueblos.